# Emotional∞TANK!!
「Emotional∞TANK!!」（エモーショナル・タンク）は、日本のロックバンド・Hundred Percent Freeの1作目の配信限定シングル。

## 概要
- Hundred Percent Freeのインディーズデビュー曲にして、ミニアルバム『Hundred Percent Free』からの先行シングル。
- ZAIN RECORDS内のインディーズレーベルであるZAZZYから発売され、CDジャケットに100%Free名義が使用された。
- 初めて楽曲にタイアップが付いた。
- 同年6月26日よりモバゲータウンで先行配信を開始し、ロックジャンルの総合ランキングにて連日1位を獲得した[1]。

## 収録曲
1. Emotional∞TANK!! [3:17]
作詞：Tack、Ko-KI
作曲：SIG
編曲：Hundred Percent Free

## 参加ミュージシャン
- Hundred Percent Free
  - Tack：Vocal & MC
  - Ko-KI：Vocal & MC
  - SIG：Guitar
  - MK-II：Bass
  - KAZ：Drums
  - B-BURG：DJ

## タイアップ
- 『セルテック柔道整復師養成学院』CMソング (#1)

## 収録アルバム
- Hundred Percent Free
- 百年物語〜The Complete Best〜